# Palais de la découverte
Palais de la découverte (česky Palác objevů) je muzeum vědy v Paříži se statutem grand établissement. Nachází se v západním křídle Grand Palais v 8. obvodu na Avenue Franklin-Delano-Roosevelt.
Muzeum bylo původně založeno v roce 1937 u příležitosti světové výstavy Exposition internationale Arts et Techniques dans la Vie moderne (Mezinárodní výstava umění a techniky v moderním životě). Muzeum založili fyzik a nositel Nobelovy ceny Jean Baptiste Perrin a biolog a spisovatel Jean Rostand.
Muzeum je zaměřeno na přírodní vědy jako jsou fyzika, matematika, chemie, biologie, geografie, astronomie a astrofyzika a jejich přiblížení zejména mládeži. Muzeum má výstavní plochu 25 000 m2 a ročně jej navštíví zhruba 600 000 návštěvníků. Vedle stálé výstavy pořádá také mnoho dočasných výstav, kolokvií a přednášek. Součástí muzea je i planetárium.
Obdobně zaměřená muzea jsou v Paříži Musée des arts et métiers a Cité des sciences et de l'industrie, se kterým je Palais de la Découverte od roku 2009 spojen v jednom celku.